# Стадион Нисан (Нешвил)
 Стадион Нисан (Нешвил) (енгл. Nissan Stadium) је вишенаменски стадион у граду Нешвил, Тенеси, САД. Стадион је у власништву Метрополитенске владе Нешвила и округа Дејвидсон, првенствено се користи за фудбал и домаћи је терен Тенеси тајтанса из Националне фудбалске лиге (НФЛ) и Теннеси стејт тајгерса са Универзитета Теннеси стејт. Стадион је место Трансперфект мјузик сити боула, постсезонске утакмице колеџ фудбалског боула која се игра сваког децембра, а од 2020. до 2022. домаћи терен Нешвил СЦ у МЛС. Стадион Нисан се такође користи за концерте попут оних који су повезани са ЦМА музичким фестивалом сваког јуна. Укључени су објекти који омогућавају стадиону да буде домаћин јавних догађаја, састанака и забава.

## Фудбал
На стадиону Нисан редовно се одржавају фудбалске утакмице са мушким националним тимом Сједињених Држава, као и са женским националним тимом и гостујућим професионалним клубовима. Место је први пут коришћено за фудбал 20. априла 2004. у егзибиционој утакмици између Лос Анђелес Галаксија из Мејџер лиге сокер и Текос УАГ из мексичке Примера Дивисион. Од тада, стадион је коришћен за пријатељске утакмице женских репрезентација САД против Канаде 2004. године, узвратна утакмица Текоса против ривала Ф.Ц. Атлас 2005., и САД против Марока 2006. године. Стадион је био домаћин квалификационих турнира Конкакафа 2008. и 2012. и за Летње олимпијске игре 2008. и 2012. године.
У априлу 2009. године, мушка репрезентација САД играла је квалификациону утакмицу за Светско првенство победивши Тринидад и Тобаго резултатом 3 : 0. На утакмици је Џози Алтидор постао најмлађи Американац који је постигао хет трик за национални тим. Фудбалска репрезентација САД су играли 29. марта 2011. против репрезентације Парагваја у пријатељској утакмици пред рекордном публиком од 29.059 гледалаца, највећим бројем који је присуствовао фудбалској утакмици у држави Тенеси.
На стадиону Нисан одигране су две утакмице групне фазе за Златни куп Конкакафа 2017.
Рекордна публика на фудбалској утакмици одиграној у Тенесију је 56.232 гледалаца и постављена је 29. јула 2017, када су енглески премијерлигашки клубови Манчестер сити и Тотенхем одиграли егзибициони меч на стадиону Ниссан.
Фудбалски клуб МЛСа ФК Нешвил игра своје прве две сезоне на стадиону Нисан почевши од фебруара 2020. године.